# Hitachi H8
Pour les articles homonymes, voir H8.

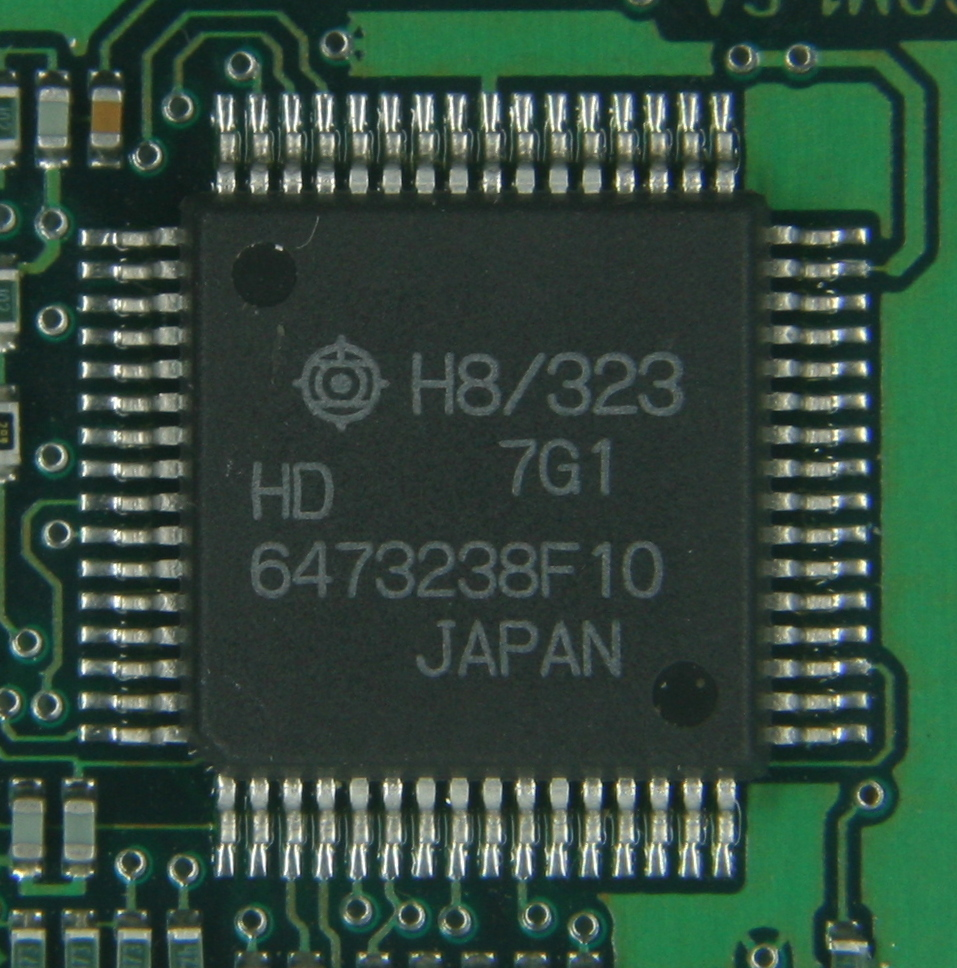
Hitachi H8/323

H8 est le nom d'une grande famille de microcontrôleurs 8 bits et 16 bits, conçus au début des années 1990 par Hitachi et qui évolue encore aujourd'hui (2008).
Depuis 2003, cette activité est prise en charge par Renesas Technology, une entreprise conjointe d'Hitachi et Mitsubishi.
Les sous-familles HB sont constituées des séries H8/300, H8/300H, H8/500, et H8S, composées de dizaines de références différentes qui se distinguent par la vitesse de fonctionnement, le jeu de périphériques inclus (horloges, ports série, etc.), la taille de la ROM et celle de la RAM. La ROM a généralement une taille allant de 16 ko à 128 ko, et la RAM de 512 octets à 4 ko.
L'architecture primaire du H8 a été modelée sur celle du DEC PDP-11, avec huit registres de 16 bits (le H8/300H et le H8/S ont un ensemble additionnel de huit registres), et une variété de modes d'adressage. Plusieurs sociétés proposent des compilateurs pour la famille H8. Il existe aussi un portage complet de l'environnement GNU, incluant un simulateur. Des émulateurs matériels sont aussi disponibles.
Les H8 peuvent être trouvés dans des appareils photos numériques, des contrôleurs d'imprimantes, et divers sous-systèmes automobiles. Le robot évolué Lego Mindstorms (outil éducationnel ou jouet) utilise également cette architecture (un H8/300, pour être exact).
Le SuperH est conçu pour être le successeur 32 ou 64 bits RISC de l'architecture H8.